# Benthamia melanopoda
Benthamia melanopoda är en orkidéart som beskrevs av Rudolf Schlechter. Benthamia melanopoda ingår i släktet Benthamia och familjen orkidéer. Inga underarter finns listade i Catalogue of Life.